# Hitoshi Uematsu
Hitoshi Uematsu (n. 21 iunie 1974, Ginan⁠(d), Prefectura Gifu, Japonia) este un sportiv ce a reprezentat Japonia, medaliat olimpic. A participat la o ediție a Jocurilor Olimpice (1998) în care a câștigat o medalie de bronz.

## Participări
Lista de mai jos prezintă principalele competiții la care a participat Hitoshi Uematsu de-a lungul carierei.
- short track speed skating at the 1998 Winter Olympics – men's 500 metres[*]